# Беркентин
Беркентин (њем. Berkenthin) општина је у њемачкој савезној држави Шлезвиг-Холштајн. Једно је од 131 општинског средишта округа Херцогтум Лауенбург. Према процјени из 2010. у општини је живјело 2.032 становника. Посједује регионалну шифру (AGS) 1053009.

## Географски и демографски подаци
Беркентин се налази у савезној држави Шлезвиг-Холштајн у округу Херцогтум Лауенбург. Општина се налази на надморској висини од 12 метара. Површина општине износи 10,2 km². У самом мјесту је, према процјени из 2010. године, живјело 2.032 становника. Просјечна густина становништва износи 199 становника/km².